# Fittler Kamill
Fittler Kamill, teljes nevén: Fittler Kamill Farkas (Tata, 1853. október 30. – Budapest, 1910. június 27.) építészmérnök, építészeti és művészeti szakíró.

## Életrajza
Szülei Fittler Dezső és Pendl Rozália voltak. Középiskolai tanulmányait szülővárosában, majd Budán és Bécsben végezte el, a műegyetemre pedig Zürichben iratkozott be és ott is szerezte meg építészi oklevelét 1874-ben. Ekkor hazajött és két évig Magyarországon tartózkodott, majd 1876-ban Párizsba ment és ott 1883-ig képezte magát. Közben az „École des Beaux-Arts"-hoz több pályatervet ís benyújtott, amelyekkel magára vonta a figyelmet és többször dicséretet ís nyert. 1883-ban hazatért és Kauser József, majd Czigler Győző oldalán építészi munkásságot fejtett ki. Úgy irodalmi munkáival, mint közéleti tevékenységével az építészet és általában a művészet fejlesztésén munkálkodott. E téren szerzett érdemeit méltányolva, 1888-ban az Iparművészeti Múzeum őrévé nevezték ki, 1893-ban pedig a Magyar Mérnök- és Építész-Egylet titkárává választotta, mely intézmény 1914-ben emlékére pályadíjat hozott létre. 1896-ban újabb kitüntetés érte, mert kinevezték az Iparművészeti Főiskola igazgatójává és ugyanakkor megkapta az ezredéves kiállítás körül szerzett érdemeiért a Ferenc József-rend lovagkeresztjét.
Önálló tervezési tevékenységet nem folytatott, viszont 16 alkalommal vett részt építészi tervpályázatok zsűriztetésében.
Közben folyton dolgozott irodalmi téren. Munkássága kiterjedt a képzőművészetek minden ágára és a fővárosi hírlapokban és folyóiratokban számos érdekes cikke jelent meg. Munkatársa volt a Pallas nagy lexikoná-nak is, amelybe ő írta az építészetre vonatkozó cikkeket. 1897-től szerkesztette a Magyar Iparművészet című folyóiratot. Számottevő szerep jutott neki az 1900. évi
párizsi világkiállítás magyar osztályainak előkészítésében és rendezésében. Érdemeiért 1901-ben a vaskoronarendet kapta, az Országos Magyar Iparművészeti Iskola fennállásának huszonöt éves jubileuma alkalmából pedig a király az udvari tanácsosi cím adományozásával tüntette ki. Felesége Vasskó Irén volt.
Halálát gümős hashártyagyulladás és általános gümőkór okozta. 1910. június 29-én temették óriási részvét mellett az Iparművészeti Múzeum előcsarnokából. A gyászszertartás végeztével az Iparművészeti Iskola tanári kara nevében Gróh István tanár, az Iparművészeti Múzeum nevében Radisics Jenő igazgató, az Iparművészeti Társulat nevében Zsolnay Miklós alelnök, a Magyar Mérnök- és Építész-Egylet nevében Sándy Gyula építész-tanár és végül a volt tanítványok nevében Petten Sándor mondtak gyászbeszédeket. A sírnál még Mátrai Lajos szobrász-tanár búcsúztatta a halottat.